# Редька (рід)
Редька (Raphanus) — рід однорічних рослин родини капустяних (Brassicaceae), що містить, залежно від класифікації, два або три види. Зокрема до роду входить R. sativus (у тому числі редиска та редька) та R. raphanistrum. Деякі дослідники також виділяють вид R. caudatus, тоді як інші вважають його різновидністю R. sativus.

## Види
Рід містить 3 або 4 види:
- Raphanus caudatus L. 1767
- Raphanus raphanistrum L. 1753
- Raphanus sativus L. 1753
- Raphanus confususAl-Shehbaz & Warwick 1997[3][4]